# マジカルラグーン
マジカルラグーン（Magical Lagoon、2019年4月22日 - ）は、アイルランドの競走馬。主な勝ち鞍は2022年の愛オークス、リブルスデールステークス、2021年のフレイムオブタラステークス。

## 戦績

### 2歳（2021年）
8月2日ネース競馬場の未勝利戦でシェーン・フォーリー騎手を背にデビューして4着。続く27日のフレイムオブタラステークス(G3)に出走して優勝、グループ競走で初勝利を挙げた。
その後10月8日のフィリーズマイルに出走するもインスパイラルの7着に敗れている。

### 3歳（2022年）
4月23日のサルサビルステークス(L)で始動し2着と惜敗。
続いて6月16日のリブルスデールステークス(G2)に出走。逃げ馬が単騎で飛ばす展開で3番手の好位に付けて、直線の半ばで先頭に立つと後方から来たシーシルクロードとの叩き合いを半馬身差で制してた。
自国アイルランドに戻って7月16日のアイリッシュオークスに1番人気で出走。ハナに立つ勢いで好発馬を決めるが、先を譲って2番手に付けた。直線残り2ハロン標識で先頭に立つと外から2番人気馬トイ、内から3番人気馬ケアードゴーデオが挟み込むかのように追いすがるも、外で粘るトイを半馬身以内に抑え込みそのままねじ伏せてG1初制覇を果たした。
その後はヨークシャーオークスに出走するが良馬場ながらも柔いかい馬場と右回りに苦戦してアルピニスタの5着に敗れ去った。
10月20日、日本中央競馬会はエリザベス女王杯出走の為来日することを発表した。
11月13日のエリザベス女王杯においては、単勝オッズ13.8倍の8番人気であった。ゲート入りの際には立ち止まる嫌がる仕草を見せていたが、逃げるかの如くきっちり発馬を決めて逃げるローザノワールの2番手の好位に付ける競馬となった。しかし、3コーナー過ぎから急激に手応えを失いズルズルと失速、そのまま見せ場なく沈んで最下位となる18着であった。レース後、フォーリー騎手は敗因として「馬場が悪化したためこの馬の力が出せなかった」と述べた。またゲート入りを嫌がった理由として「いつもと違う状況が影響したのかもしれません」と述べた。ジェシカ・ハリントン調教師は「他の場所なら彼女は走っていなかったでしょう。フォーリーは『タイヤが2本パンクした状態で車を運転するようなものだった』と言っていた」と語った。
エリザベス女王杯の後はジャパンカップの出走も予定していたが、今回の結果などを考慮し回避することが決定された。尚、出国日程を含めた今後は未定となっている。

## 競走成績
以下のデータはnetkeiba.jpに基づく。
| 競走日     | 競馬場           | 競走名               | 格 | 距離（馬場）    | 頭 数 | 枠 番 | 馬 番 | オッズ （人気） | 着順 | タイム （上り3F[s]） | 着差 [s] | 騎手         | 斤量 [kg] | 1着馬 （2着馬）   |
| ---------- | ---------------- | -------------------- | -- | --------------- | ----- | ----- | ----- | --------------- | ---- | -------------------- | -------- | ------------ | --------- | ----------------- |
| 2021.08.02 | ナース           | 未勝利戦             |    | 芝8F(良)        | 14    |       | 9     | 1人             | 4着  | 1:43.4               | 3馬身1/4 | S.フォーリー | 58        | Albula            |
| 0000.08.27 | カラ             | フレームオブタラS    | G3 | 芝8F(良)        | 7     |       | 5     | 2人             | 1着  | 1:41.69              | 3/4馬身  | S.フォーリー | 58        | （Albula）        |
| 0000.10.08 | ニューマーケット | フィリーズマイル     | G1 | 芝8F(稍)        | 9     |       | 5     | 6人             | 7着  | 1:39.3               | 5馬身1/2 | S.フォーリー | 57        | Inspiral          |
| 2022.04.23 | ナヴァン         | サルサビルS          | L  | 芝10F(良)       | 9     |       | 2     | 4人             | 2着  | 2:07.2               | 短頭     | S.フォーリー | 59.5      | Concert Hall      |
| 0000.06.16 | アスコット       | リブルスデールS      | G2 | 芝11F211Y(堅良) | 6     |       | 3     | 2人             | 1着  | 2:31.36              | 1/2      | S.フォーリー | 58        | （Sea Silk Road） |
| 0000.07.16 | カラ             | 愛オークス           | G1 | 芝12F(良)       | 7     |       | 6     | 1人             | 1着  | 2:34.02              | 1/2馬身  | S.フォーリー | 58        | （Toy）           |
| 0000.08.18 | ヨーク           | ヨークシャーオークス | G1 | 芝11F188Y(良)   | 7     |       | 4     | 4人             | 5着  | 2:30.8               | 5馬身1/2 | S.フォーリー | 57        | Alpinista         |
| 0000.11.13 | 阪神             | エリザベス女王杯     | GI | 芝2200m(重)     | 18    | 3     | 5     | 13.9(8人)       | 18着 | 2:17.7(40.7)         | 4.7秒    | S.フォーリー | 54        | ジェラルディーナ  |

## 血統表
| マジカルラグーンの血統    | マジカルラグーンの血統         | マジカルラグーンの血統         | （血統表の出典）               | （血統表の出典） |
| 父系                      | サドラーズウェルズ系           | サドラーズウェルズ系           | サドラーズウェルズ系           | [ § 2 ]          |
| 父 Galileo 1998 鹿毛      | 父の父Sadler's Wells 1981 鹿毛 | Northern Dancer                | Nearctic                       | Nearctic         |
| 父 Galileo 1998 鹿毛      | 父の父Sadler's Wells 1981 鹿毛 | Northern Dancer                | Natalma                        |                  |
| 父 Galileo 1998 鹿毛      | 父の父Sadler's Wells 1981 鹿毛 | Fairy Bridge                   | Bold Reason                    | Bold Reason      |
| 父 Galileo 1998 鹿毛      | 父の父Sadler's Wells 1981 鹿毛 | Fairy Bridge                   | Special                        |                  |
| 父 Galileo 1998 鹿毛      | 父の母Urban Sea 1989 栗毛      | Miswaki                        | Mr Prospector                  | Mr Prospector    |
| 父 Galileo 1998 鹿毛      | 父の母Urban Sea 1989 栗毛      | Miswaki                        | Hopespringseternal             |                  |
| 父 Galileo 1998 鹿毛      | 父の母Urban Sea 1989 栗毛      | Allegretta                     | Lombard                        | Lombard          |
| 父 Galileo 1998 鹿毛      | 父の母Urban Sea 1989 栗毛      | Allegretta                     | Anatevka                       |                  |
| 母 Night Lagoon 2001 鹿毛 | 母の父Lagunas 1981 鹿毛        | イルドブルボン                 | Nijinsky                       | Nijinsky         |
| 母 Night Lagoon 2001 鹿毛 | 母の父Lagunas 1981 鹿毛        | イルドブルボン                 | Roseliere                      |                  |
| 母 Night Lagoon 2001 鹿毛 | 母の父Lagunas 1981 鹿毛        | Liranga                        | Literat                        | Literat          |
| 母 Night Lagoon 2001 鹿毛 | 母の父Lagunas 1981 鹿毛        | Liranga                        | Love In                        |                  |
| 母 Night Lagoon 2001 鹿毛 | 母の母Nenuphar 1994 鹿毛       | Night Shift                    | Northern Dancer                | Northern Dancer  |
| 母 Night Lagoon 2001 鹿毛 | 母の母Nenuphar 1994 鹿毛       | Night Shift                    | Ciboulette                     |                  |
| 母 Night Lagoon 2001 鹿毛 | 母の母Nenuphar 1994 鹿毛       | Narola                         | Nebos                          | Nebos            |
| 母 Night Lagoon 2001 鹿毛 | 母の母Nenuphar 1994 鹿毛       | Narola                         | Nubia                          |                  |
| 母系(F-No.)               | (FN:4-r)                       | (FN:4-r)                       | (FN:4-r)                       | [ § 3 ]          |
| 5代内の近親交配           | Northern Dancer 3×5×4 = 21.88% | Northern Dancer 3×5×4 = 21.88% | Northern Dancer 3×5×4 = 21.88% | [ § 4 ]          |
| 出典                      | 1. 2. 3. 4.                    | 1. 2. 3. 4.                    | 1. 2. 3. 4.                    | 1. 2. 3. 4.      |

半兄にキングジョージ6世&クイーンエリザベスステークス、サンクルー大賞典、バーデン大賞に優勝したノヴェリスト（父モンズーン）がいる。